# Lucila Nogueira
 (décembre 2014).
 (août 2011).
Si vous disposez d'ouvrages ou d'articles de référence ou si vous connaissez des sites web de qualité traitant du thème abordé ici, merci de compléter l'article en donnant les références utiles à sa vérifiabilité et en les liant à la section « Notes et références ».
Lucila Nogueira (30 mars 1950 à Rio de Janeiro, État de Rio de Janeiro - 25 décembre 2016 à Recife, Pernambouc) est une écrivaine brésilienne.

## Biographie
D’origine luso-galicienne, plus précisément Régua et Padrón, elle a publié vingt-deux livres de poésie et cinq essais, outre de nombreux articles dans des livres, revues imprimées et en ligne. Cette auteure brésilienne, née à Rio de Janeiro et vivant à Recife est sur le point de réunir, en un volume unique, les livres Ainadamar, Ilaiana, Imilce et Amaya, intitulé Tetralogia ibérica, et qui est un dialogue interculturel, réalisé à partir de ses racines galicienne, lusitanienne et brésiliennes.
Elle a vécu à Rio de Janeiro en alternant les séjours entre cette ville et Recife.
Elle est également traductrice, éditrice et conteuse, en plus de professeure de littérature brésilienne, littérature portugaise et théorie littéraire du Cours de Lettres de l’Université Fédérale de Pernambouc ; en troisième cycle, elle développe les lignes de littérature comparée, Littérature-Société-et Mémoire, Imaginaires Culturels, enseignant des disciplines telles que Théorie de la Poésie, Théorie de la Fiction, Idéologie et Littérature, Littératures d’Expression Portugaise du XXe siècle et Littérature Hispano-Américaine.
Son livre Zinganares  publié et lancé à Lisbonne, en 1998, à l'ambassade du Brésil. Écrivaine résidente à Saint-Nazaire, France, au mois de décembre 1999, ses poèmes et contes ont été publiés en France, en Espagne, en Colombie, au Mexique, au Panama et au Portugal. Elle est la première brésilienne à participer au Festival International de Poésie de Medellín, lors de sa XVIe édition en 2006, considéré comme le plus important dans le monde, par le public et le nombre de participants. Elle a également représenté le Brésil au XIIe Festival International de Poésie de La Havane, à la XVe Rencontre de Femmes Poètes au Pays des Nuages, réalisé à Oaxaca de Juárez, Mexique, où elle a réalisé son Atelier de poésie et de contes pour enfants et adolescents des communautés indigènes du Mexique ; toujours au Mexique, elle a représenté le Brésil à la IVe Rencontre Ibéro-Américaine de Poésie Carlos Pellicer Câmara, à Vila Hermosa, dans l’État de Tabasco, où elle a participé à un atelier littéraire de formation de professeurs, toutes ces rencontres ayant eu lieu en 2007. Le livre Tabasco fut écrit au cours de son séjour au Mexique. Cette même année, elle fut invitée à être l’unique représentante de son pays au Venezuela, au Festival International de Poésie de Caracas, où elle ne put comparaître, pour des raisons de santé, mais édita au Brésil le livre-récital, qui forme une trilogie avec ceux de Medellin et de la Havane. Enfin, elle représenta le Brésil au Ve Festival International de Poésie de Grenade, au Nicaragua, en 2009.
Elle est incluse dans l’Anthologie de poètes brésiliens, éditée à Madrid en 2007 par Huerga y Fierro Editores, ainsi que dans l’Anthologie poétique Nantes-Recife, édition de la Maison de la Poésie de Nantes, avec la ville de Recife, de la même année. Son Poème Rua do Lima est publié en Colombie et au Panama, dans l’anthologie Las Palabras pueden : los escritores y la infancia (2007) ; publié dans le même esprit, le conte Luz vermelha na calle Paraguai au Mexique, numéro 105 de la revue Blanco Móvil. Son livre Saudade de Inês de Castro est publié en 2008 aux Éditions Lusophones, Paris.
Elle organise des éditions, des congrès et des évènements culturels. Elle anime depuis douze ans l’Atelier Lucila Nogueira de poésie et de contes, développé en modules dans plusieurs institutions. Elle a participé à la première commission artistique du prix de Littérature de Portugal Telecom et fait partie de l’équipe brésilienne du Séminaire International de Lusografies, coordonne le Séminaire d’Études Littéraires Contemporaines dans son université et est durant deux années Curatrice Littéraire de la Fliporto (Fête Littéraire Internationale de Porto de Galinhas, au Pernambouc), qui en 2007 a rendu hommage à la littérature hispano-américaine et en 2008 à la littérature africaine contemporaine. Elle est membre et représentante pour les Régions Norte et Nordeste du Brésil du Pen Clube do Brasil, dont le siège est à Rio de Janeiro.
Elle occupe le Fauteuil no 33 à l’Academia Pernambucana de Letras, depuis mars 1992 et est membre-correspondante de l’Académie Brésilienne de Philologie, dont le siège est à Rio de Janeiro.

## Œuvres
Lucila Nogueira est poétesse, essayiste, conteuse, critique et traductrice. Elle a publié vingt-deux livres de poésie : Almenara (1979), Peito Aberto (1983), Quasar (1987), A Dama de Alicante (1990), Livro do Desencanto (1991), Ainadamar (1996), Ilaiana (1997-2000 2e ed.), Zinganares (1998 – Lisbonne), Imilce (1999-2000 2e ed.), Amaya (2001), A Quarta Forma do delírio (2002 - 1re. 2e ed.), Refletores (2002), Bastidores (2002), Desespero Blue (2003), Estocolmo'' (2004-2005 2e ed.), Mar Camoniano (2005), Saudade de Inês de Castro (2005), Poesia em Medellin (2006), Poesia em Caracas (2007), Poesia em Cuba (2007), Tabasco (2009) et Casta Maladiva (2009).
Son premier livre, Almenara, obtint le prix de poésie Manuel Bandeira du gouvernement de l’État du Pernambouc, l’année 1978 – ce prix lui à nouveau été attribué pour le livre Quasar, en 1986, année du centenaire du poète moderniste pernamboucain. Ilaiana est lancé au Centre d’Études Brésiliennes de Barcelone, en 1998; Zinganares, à l’ambassade du Brésil à Lisbonne, également en mars de cette même année.
Ce dernier ouvrage, édité  au Portugal, fut l’objet d’une thèse “Le lyrisme mythologique moderne de Lucila Nogueira”, soutenue par Adriane Ester Hoffmann, à l'université pontificale catholique du Rio Grande do Sul, sous la direction de la professeure Lígia Militz (Edições Livro-rápido, 2007). Imilce a été traduit en français par Claire Benedetti (traductrice de Florbela Espanca, Teixeira de Pascoaes et Antero de Quental), et attend d’être publié. Lucila fut écrivaine-résidente de la Maison de l’écrivain Étranger à Saint-Nazaire, en décembre 1999; le livre qu’elle y a produit au cours de ce séjour, A Quarta Forma do Delírio, était en cours de traduction par Claire Cayron (traductrice de Miguel Torga, Sophia de Mello Breyner Andresen, Harry Laus (pt) et Caio Fernando Abreu), jusqu'à la disparition soudaine de la traductrice.
En espagnol, elle est traduite par le poète colombien Elkin Obregon, la poétesse argentine Marta Spagnuolo, le poète mexicain Benjamin Valdivia, le professeur espagnol Juan Pablo Martin et l’écrivain brésilien établi au Venezuela Luiz Carlos Neves. Plusieurs critiques, écrivains et professeurs se sont déjà penchés sur son œuvre, que ce soit au Brésil, en Galice, en Espagne, en France, au Portugal, en Argentine et en République Dominicaine.
Comme essayiste, elle a publié Idéologie et Forme Littéraire chez Carlos Drummond de Andrade (3e édition en 2002), La Légende de Fernando Pessoa (2003) et encore en imprimerie O Cordão Encarnado, sa thèse de doctorat sur les livres O Cão sem Plumas et  Morte e Vida Severina, de João Cabral de Melo Neto. Elle écrit régulièrement conférences et articles sur la littérature brésilienne, portugaise, française, de langue espagnole et de langue anglaise, qu’elle publie dans des revues imprimées ou en ligne, en plus des annales des congrès auxquels elle participe.
Elle est professeure de Troisième Cycle en Lettres et Linguistique de l’Université Fédérale du Pernambouc, où elle enseigne des disciplines telles que Théorie de la poésie, Poésie de l’Expérience et de la Performance, Théorie de la fiction, Idéologie et Littérature, Littératures d’Expression Portugaise du XXe siècle, Littérature Hispano-américaine, Théorie de la Critique Génétique et Psychanalytique, Théorie du Pacte Autobiographique ; en Second Cycle, Littérature Portugaise (Chaire dont elle est titulaire), Littérature Brésilienne, Théorie de la Littérature et de la Langue Portugaise (Portugais Instrumental). Elle a participé à plusieurs Jurys de troisième cycle et concours publiques dans d’autres États, et est constamment présente au congrès et colloques pour y aborder les auteurs de la période médiévale aux contemporains..
Elle dirige le Séminaire d’Études Littéraires Contemporaines dans son institution d’enseignement. Elle fut Curatrice Littéraire de la Fête Littéraire Internationale de Porto de Galinhas - FLIPORTO dans les années 2007 et 2008. Elle a dirigé le Département de Lettres de 1998 à 1999. Elle membre de l'Académie Pernambucaine de Lettres depuis 1992 et membre – correspondante de l’Académie Brésilienne de Philologie, dont le siège est à Rio de Janeiro. Elle fut Directrice Culturelle et d’Échanges Internationaux du Cabinet Portugais de Lecture de Recife, où elle a édité pendant cinq ans la Revue de lusophonie Encontro, pour laquelle elle a promu des lancements dans les universités d’Évora, Porto et université Complutense de Madrid, avec la présentation des professeurs Francisco Soares, Arnaldo Saraiva et Antonio Maura, respectivement.
Elle est membre de l’Association Internationale des Lusitanistes, de l’Association Brésilienne des Professeurs de Littérature Portugaise, de l’Association Nationale du Troisième Cycle Universitaire et de Recherche en Lettres et Linguistique, de l’Association Latino-Américaine d’Études du Discours et de l’Association Brésilienne d’Études Médiévales (l’ABREM). Elle fait partie du Conseil Éditorial de l’Association de Presse du Pernambouc ainsi que de la Direction Culturelle du Syndicat des Écrivains Professionnels du même État brésilien. Elle organise des événements culturels, parmi lesquels il convient de souligner les IIe et IIIe Séminaires Internationaux de Lusographies, réalisés à l’Université Fédérale du Pernambouc et à celle d’Évora, en 1999 et en 2000, respectivement, sans oublier la Fête Littéraire Internationale de Porto de Galinhas, en 2007 et 2008, déjá mentionnée.
Elle a rejoint la Commission Artistique pour son édition inaugurale du Prix de Littérature Brésilienne de Portugal Telecom, et a été élue deux années consécutives pour participer au jury national; elle a également participé à la commission d’attribution du Prix Bi-national Brésil-Argentine en 2005. Elle traduit vers le portugais le poète espagnol Pablo Del Barco, l’écrivaine nicaraguayenne Gioconda Belli et les poètes colombiens Jaime Jaramillo Escobar, Victor Rojas, Juan Manuel Roca, Elkin Obregon et Luis Eduardo Rendon. Elle a organisé, conjointement à l’écrivain Floriano Martins, l’Anthologie du Monde magique : Colombie  (2007) la première d’une série d’anthologies de poésie hispano-américaine. Elle organise à l’heure actuelle des anthologies de femmes auteures contemporaines en Espagne, en Amérique Latine et en Suède, outre un recueil de poésie du Mozambique.
Divulgatrice en réciprocité d’auteurs portugais et brésiliens contemporains, elle développe le projet “ Tradition et Modernité chez Dalila Pereira da Costa et Luiza Neto Jorge”. Sont actuellement en phase de réunion en un volume unique les livres Ainadamar, Ilaiana, Imilce et Amaya, la Tétralogie ibérique, qui constitue un dialogue interculturel réalisé à partir des racines galicienne et lusitaines de l’auteure brésilienne née à Rio de Janeiro et résident à Recife. Elle a publié plusieurs notes dans la Biblos-Enciclopédia Verbo das Literaturas de Língua Portuguesa, en plus d’articles dans les revues Colóquio et Letras (Lisbonne), Cadernos de Literatura (Coimbra) et Poesia e Crítica (Brasília).
Elle appartient au Conseil Éditorial de la revue électronique Mafuá, de l’Université Fédérale de Santa Catarina et a collaboré avec la revue électronique Agulha, éditée par Floriano Martins et Cláudio Willer. Elle a travaillé comme Consultante Éditoriale pour la ville de Recife de 1989 à 1992, réalisant, sur cette période, la programmation de quarante livres ; elle édite des écrivains jeunes et/ou inédits, qu’il s’agisse d’élèves de son Atelier Littéraire de Poésie et de Conte (Recueil Ábaco) ou d’élèves du cours de lettres où elle enseigne (Recueil Lua de Iêmen, Lua de Bengala). En 2005, elle a organisé le livre Saudade de Inês de Castro, avec des élèves et des professeurs brésiliens et étrangers, marquant les 650 ans de la martyre galicienne si célébrée par la littérature occidentale.
Première femme à représenter le Brésil au XVIe Festival Internacional de Poesia de Medellín (2006), à la suite duquel elle participa au Festival International de Poésie de La Havane (2007) ainsi qu’à la XVe Rencontre de femmes Poétesses au Pays des Nuages (2007), à Oaxaca, au Mexique, où elle est intervenue par des lectures de poésie et son Atelier Littéraire de Poésie et de Conte, représentant à nouveau le Brésil dans ces pays, en février 2008, au Festival International de Poésie de Tabasco, Villahermosa, avec un atelier de poésie pour la formation de professeurs, ainsi que la lecture de poésie, depuis les instituts culturels jusque sur les marchés publics. Elle a trente-trois contes inédits n’en ayant publié, à ce jour, que sept dans le livre Guia Para os Perplexos em Amaya (Bagaço, 2001).

## Source
- (pt) Cet article est partiellement ou en totalité issu de l’article de Wikipédia en portugais intitulé « Lucila Nogueira » (voir la liste des auteurs).